# 17242 Leslieyoung
17242 Leslieyoung (2000 EX130) là một tiểu hành tinh vành đai chính được phát hiện ngày 11 tháng 3 năm 2000 bởi Chương trình nghiên cứu đối tượng gần Trái Đất của đài thiên văn Lowell ở Trạm Anderson Mesa.